# Hydrellia pulchella
Hydrellia pulchella är en tvåvingeart som beskrevs av Canzoneri och Giuseppe Giovanni Antonio Meneghini 1969. Hydrellia pulchella ingår i släktet Hydrellia och familjen vattenflugor.
Artens utbredningsområde är Kongo. Inga underarter finns listade i Catalogue of Life.